# Johannes Morell

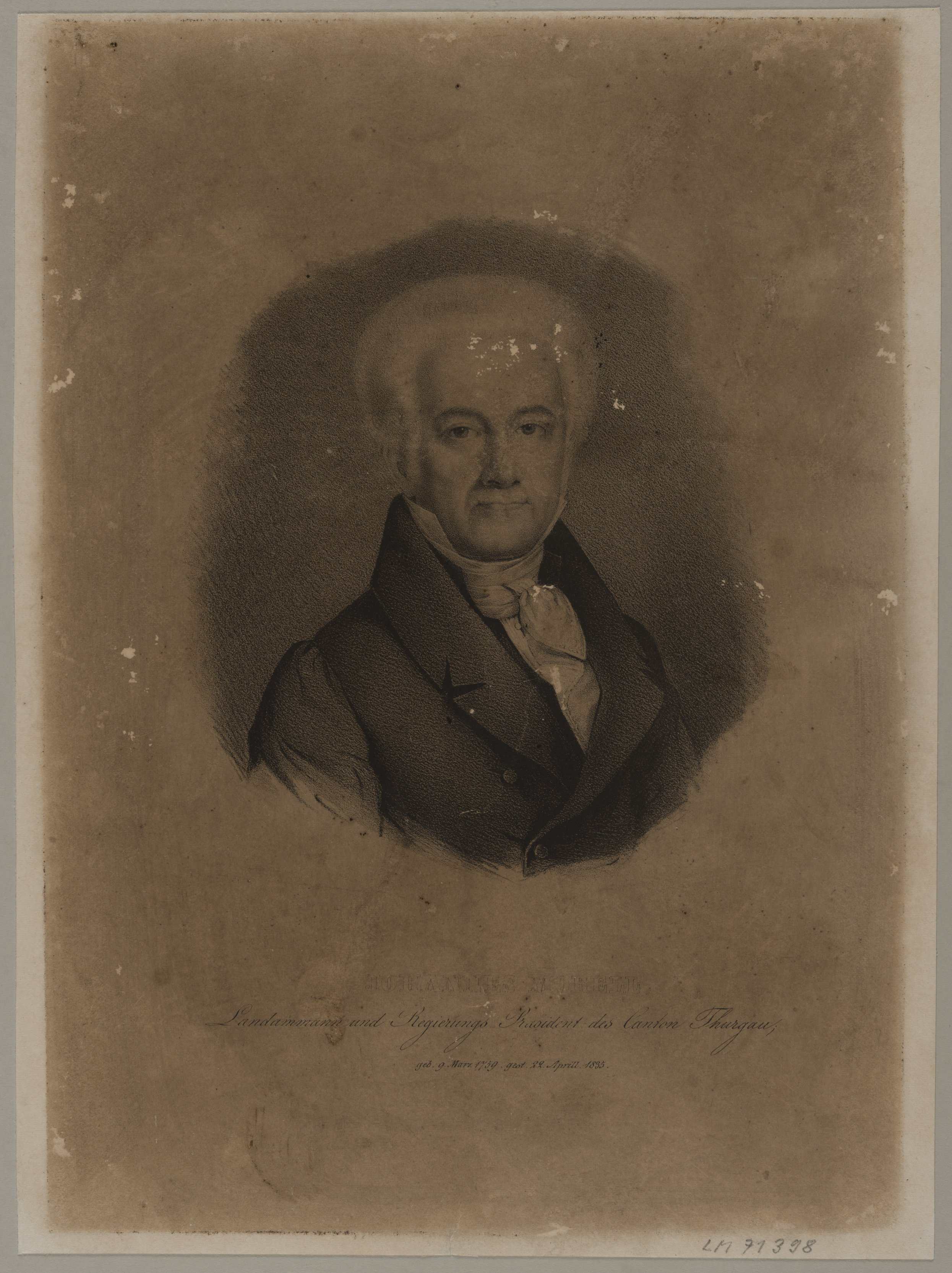
Johannes Morell

Johannes Morell (* 11. März 1759 in Egelshofen, Kanton Thurgau; † 22. April 1835 in Frauenfeld) war ein Schweizer Politiker.

## Leben und Werk
Morell war der Sohn des Kupferschmieds und Kaufmanns Johann Peter und der Anna Margaretha, geborene Vetter. Morell absolvierte von 1776 bis 1778 eine Lehre beim Landschreiber Abraham Morell in Wangen an der Aare.
Von 1778 bis 1790 war Morell Substitut und bis 1798 Verwalter der Landeskanzlei Andelfingen. 1798 wurde er vom thurgauischen Landeskomitee zum 2. Sekretär berufen und war von 1798 bis 1800 Obersekretär der thurgauischen Verwaltungskammer und von 1800 bis 1803 deren Präsident.
1803 war Morell Mitglied der thurgauischen Regierungskommission und von 1803 bis 1835 des Kleinen Rats sowie von 1803 bis 1831 des Grossen Rats.
In der Regierungskommission für Äusseres und als Tagsatzungsgesandter entwickelte sich der ehemalige Unitarier zum Föderalisten und Verteidiger kantonaler Souveränitätsrechte. Seit 1814 war Morell Mitglied der Verfassungskommission und amtierte von 1815 bis 1831 abwechselnd mit Joseph Anderwert als Landammann.
Auf Morells Initiative wurde 1805 die Kantonsbibliothek und 1807 die Casinogesellschaft Frauenfeld gegründet. Morell gehörte der Freimaurerloge St. Johannes in Zürich an.
Morell erhielt 1807 das Ehrenbürgerrecht von Frauenfeld und heiratete im selben Jahr Maria Elisabeth, geborene Vogler († 1820). Sein einziger Sohn verstarb 1829.